# Erin Gray
Erin Gray (Honolulu, 7 januari 1950) is een Amerikaans actrice. Na acteerervaring opgedaan te hebben in verschillende televisiefilms en -series debuteerde ze in 1979 op het witte doek met een naamloos rolletje in Winter Kills. Sindsdien verscheen ze in meer dan twintig andere films, meer dan 35 inclusief televisiefilms.
Gray speelde behalve in films ook in meer dan 175 afleveringen van verschillende televisieseries. Haar omvangrijkste rollen hierin waren die als Wilma Deering in de sciencefictionserie Buck Rogers in the 25th Century (32 afleveringen) en (met name) die als Kate Summers Stratton in de sitcom Silver Spoons (116 afleveringen). Gray was te zien in eenmalige gastrollen in onder meer Maude, Magnum, P.I., Fantasy Island, L.A. Law, Jake and the Fatman, Evening Shade, Murder, She Wrote, Hunter en Burke's Law.
Gray trouwde in 1991 met acteur Richard Hissong, haar tweede echtgenoot. Samen met hem kreeg ze dat jaar dochter Samantha Gray Hissong. Ze was op dat moment al moeder van de zoon die ze kreeg tijdens haar eerste huwelijk met Ken Schwartz (1968-1990).

## Filmografie
*Exclusief 15+ televisiefilms
| - Christmas in Palm Springs (2014) - Nesting (2012) - Dreams Awake (2011) - Hunter Prey (2010) - My True Self (2008) - Loaded (2008) - The Wedding Video (2007) - Jane Doe: How to Fire Your Boss (2007) - Siren (2006) - Caught in the Headlights (2004) - Manfast (2003) - Special Weapons and Tactics (2002) - Serial Intentions (2001) | - Touched by a Killer (2001) - Clover Bend (2001) - Social Misfits (2001) - The Last Producer (2000) - Delicate Instruments (2000) - Woman's Story (2000) - A Dangerous Place (1995) - T-Force (1994) - Jason Goes to Hell: The Final Friday (1993) - The Princess and the Dwarf (1989) - Six Pack (1982) - Winter Kills (1979) |

## Televisieseries
*Exclusief eenmalige gastrollen
- The Guild - Madeleine Twain (2011, vijf afleveringen)
- Profiler - Congresswoman Karen Archer (2000, drie afleveringen)
- Baywatch - Chief Monica Johnson (1997-1998, vijf afleveringen)
- Starman - Jenny Hayden (1987, twee afleveringen)
- Silver Spoons - Kate Summers Stratton (1982-1987, 116 afleveringen)
- The Fall Guy - Bonnie Carlson (1982, twee afleveringen)
- Buck Rogers in the 25th Century - Col. Wilma Deering (1979-1981, 37 afleveringen)
- Malibu U. - Danseres (1967, vier afleveringen)

- Biblioteca Nacional de España: XX1550129
- Bibliothèque nationale de France: cb141831089 (data)
- Gemeinsame Normdatei: 102517979X
- International Standard Name Identifier: 0000 0003 7442 6648
- Library of Congress Control Number: n98007056
- SNAC: w6c8362h
- Museum of New Zealand Te Papa Tongarewa: 56148
- Virtual International Authority File: 5142053
- WorldCat: E39PBJx4rcWRFCgCGJxvg8F7pP